# Nombre ennéagonal

Cinquième nombre ennéagonal :

En mathématiques, un nombre ennéagonal (ou nombre nonagonal) est un nombre figuré polygonal qui peut être représenté graphiquement par un  ennéagone. Pour tout entier n ≥ 1, le nombre ennéagonal d'ordre {\displaystyle n} est donné par la formule , :
{\displaystyle P_{9,n}={n(7n-5) \over 2}}.
Les dix premiers nombres ennéagonaux sont : 1, 9, 24, 46, 75, 111, 154, 204, 261 et 325 (pour les 10 000 premiers, voir la suite A001106 de l'OEIS).

## Obtention de ces nombres
Avec {\displaystyle n} points sur chaque côté du polygone extérieur, on ajoute à l'étape {\displaystyle n} : {\displaystyle 9-1} points sur les sommets et {\displaystyle (9-2)(n-2)} points à l'intérieur des côtés, d'où {\displaystyle P_{9,n}-P_{9,n-1}=8+7(n-2)=7(n-1)+1}.
Donc {\displaystyle P_{9,n}=\sum _{k=1}^{n}(7(k-1)+1)=\sum _{k=0}^{n-1}(7k+1)=7n(n-1)/2+n={n(7n-5) \over 2}}.

## Propriétés
- {\displaystyle P_{9,n}} s'obtient en ajoutant le carré de {\displaystyle n} aux cinq demis du {\displaystyle (n-1)}-ème nombre oblong, autrement dit, {\displaystyle P_{9,n}=n^{2}+{\frac {5}{2}}n(n-1)} .

- La parité des nombres ennéagonaux suit le motif impair-impair-pair-pair.

- D'après le théorème des nombres polygonaux de Fermat, tout entier naturel est la somme d'au plus 9 nombres ennéagonaux.